# Pelayo Martínez
Pelayo Martínez Paricio (Figueras, Gerona, 15 de octubre de 1898-Figueras, 13 de junio de 1978) fue un arquitecto español, adscrito al novecentismo.

## Biografía
Se tituló en la Escuela Técnica Superior de Arquitectura de Barcelona en 1920, convirtiéndose en ese momento en el arquitecto más joven de España. Fue arquitecto municipal de La Bisbal del Ampurdán y de Cadaqués, y entre 1925 y 1928 arquitecto interino del Ayuntamiento de Figueras. Profesor de la ETSAB desde 1925, en 1942 obtuvo la plaza de catedrático de la misma. En 1945 fue nombrado académico de la Real Academia de Bellas Artes de San Fernando.
Entre 1926 y 1929 colaboró con Pedro Muguruza, Salvador Soteras y Raimundo Durán Reynals en la remodelación de la Estación de Francia de Barcelona, donde se encargó principalmente del diseño del vestíbulo, de aspecto clasicista, donde destacan tres bóvedas de casetones sobre pechinas.
Fue autor del Palacio de las Artes Gráficas para la Exposición Internacional de Barcelona de 1929, en colaboración con Raimundo Durán Reynals. Actual Museo de Arqueología de Cataluña, el edificio es plenamente novecentista, con influencia brunelleschiana.
Más adelante evolucionó del novecentismo a un cierto eclecticismo, como se denota en el nuevo edificio de la ETSAB, que construyó en 1962 junto con Eusebi Bona y Josep Maria Segarra i Solsona.
Fue autor de diversas obras en Figueras, Cadaqués, S'Agaró, Puerto de la Selva, Rosas, etc. En Cadaqués erigió una casa familiar que en 1956 se convertiría en el primer hotel del carismático pueblo, y uno de los primeros de la costa Brava, el Hotel Rocamar. Demolido en 2015 por deseo de sus nuevos propietarios.